# Taís Araújo
Taís Bianca Gama de Araújo (Río de Janeiro, 25 de noviembre de 1978) es una actriz brasileña. Protagonizó varias exitosas telenovelas: Xica da Silva, El color del pecado, Cobras & Lagartos, Vivir la vida, Encantadoras y Corazón de madre.
Fue la primera actriz negra en hacer un papel protagónico en una telenovela brasileña, en el éxito Xica da Silva de la TV Manchete. Fue también la primera actriz negra en protagonizar una novela de la TV Globo como Preta de El color del pecado, una de las telenovelas brasileñas más exitosas del horario de las 19:00 y la novela más vendida de Globo en el extranjero hasta 2012. En la misma cadena de televisión también protagonizó la telenovela Vivir la vida, haciendo parte del selecto grupo de actrices que han conseguido el papel protagónico en horario estelar de la principal cadena de televisión en el país. En 2011 fue una vez más protagonista en Encantadoras, un gran éxito de la televisión brasileña. En 2019, protagonizó en el estelar Corazón de madre, telenovela nominada a los Premios Emmy en 2021. La actriz es licenciada en periodismo por la Universidad Estácio de Sá.

## Biografía
A Taís se le recuerda por ser la primera mujer negra en protagonizar una novela brasileña, Xica da Silva (1996), de la extinta cadena Rede Manchete. Con apenas 17 años de edad, la actriz se dio a conocer internacionalmente con su papel de la esclava Xica en esta producción de época. También se le recuerda por la polémica escena en que se baña desnuda en el río, la cual sólo pudo emitirse cuando cumplió la mayoría de edad.
Con una exitosa trayectoria en melodramas, filmes y obras de teatro, además de múltiples participaciones en seriados, esta actriz y modelo rompió estereotipos estéticos en los protagónicos de las novelas, no sólo en Latinoamérica sino en otros continentes.
Su pasión por la actuación comenzó a los 11 años, cuando junto a unos amigos empezó a hacer teatro como pasatiempo. A los 13, el dueño de una peluquería se fijó en su belleza y le propuso ser modelo. Una vez inició su carrera en este campo, la actriz pasó por malas experiencias, como cuando fue rechazada para una campaña de helados por su color de piel, a lo que respondió: «Qué, ¿es que los negros no comen helado?».
A pesar de los contratiempos, Taís siguió su búsqueda. Quería ser una actriz reconocida. Entonces empezó su trayectoria en el mundo de las novelas con algunos papeles cortos. Más tarde, en 1995, participó en Tocaia grande; en 1996 hizo su primer protagónico con Xica da Silva; siguieron Anjo mau (1997), Mi buen querer (1998), Uga-uga (2000) y Puerto de los milagros (2001).
En 2004 obtuvo su segundo protagónico con su papel de Preta en El color del pecado junto a Reynaldo Gianecchini y a su rival en la historia, Giovanna Antonelli. Con dicho protagónico los dos actores —Araújo y Gianecchini— se hicieron merecedores de un premio Contigo en 2005 como mejor pareja romántica.
Después siguieron América (2005) y Cobras & Lagartos (2006), donde fue ganando importancia con su papel antagónico de Ellen dos Santos; en esta novela conoció a quien sería su esposo en la vida real, Lázaro Ramos. La pareja formada con su entonces novio le valió la nominación al premio a la mejor pareja romántica de novelas del año.
En el séptimo arte la actriz ha participado en películas como Caminho dos santos (1998) y Garrincha-estrela solitária (2003), historia que relata la vida del futbolista Manuel dos Santos, más conocido como Garrincha, y en la que Taís interpreta a Elza Soares, papel con el que ganó el premio como mejor actriz en el Festival de Cine Brasileño en Miami (2004).
En otros filmes también ha dejado muestras de su talento: As filhas do Vento (2005), Nzinga (2006), O maior amor do mundo (2006) y " guerra dos rocha (2007).
En 2006 figuró como la primera presentadora de negra en el programa de belleza Superbonita da GNT.
Es de destacar que Taís ha liderado campañas publicitarias junto a su colega Reynaldo Gianecchini y ha sido elegida como una de las 50 mujeres más bellas del mundo por la revista People en Español.
Más allá de los obstáculos que tuvo que sortear en sus inicios por el color de su piel, Taís siempre ha trabajado incansablemente y demostrado todo de lo que es capaz como actriz. Buen ejemplo de ello es su papel de Alicia en la novela A favorita, de 2008, una historia de João Emanuel Carneiro, que la reafirma como una de las artistas más talentosas de Brasil.
En 2009 obtuvo su tercero protagónico, ahora en horario noble en la poderosa Rede Globo cómo Helena de Vivir la vida.
En 2012, obtuvo el cuarto protagonista de su carrera, la sirvienta y cantante María da Penha de la novela Encantadoras.
En 2019, obtuvo su quinto protagónico, la abogada Vitória Amorim de Corazón de madre.
En 2017 y 2021, fue elegida una de las personas afrodescendientes más influyentes del mundo.

## Filmografía

### Televisión
| Año       | Título                         | Personaje                                                          |
| --------- | ------------------------------ | ------------------------------------------------------------------ |
| 1995      | Tocaia Grande                  | Bernarda                                                           |
| 1996      | Xica da Silva                  | Francisca "Xica" da Silva de Oliveira / Joana da Silva de Oliveira |
| 1997      | Anjo Mau                       | Vívian                                                             |
| 1998      | Meu Bem Querer                 | Edivânia                                                           |
| 1999      | Yo soy Betty, la fea           | Ella misma                                                         |
| 2000      | Uga-Uga                        | Emília                                                             |
| 2001      | Puerto de los milagros         | Selminha Aluada                                                    |
| 2002      | O Quinto dos Infernos          | Dandara                                                            |
| 2004      | El color del pecado            | Preta de Souza                                                     |
| 2005      | América                        | Nossa Senhora Aparecida                                            |
| 2006      | Cobras & Lagartos              | Ellen dos Santos                                                   |
| 2007      | Casos e Acasos                 | Gabriela                                                           |
| 2008      | La favorita                    | Alícia Rosa                                                        |
| 2009      | Vivir la vida                  | Helena Toledo Ribeiro                                              |
| 2011      | Passione                       | Ella misma                                                         |
| 2012      | Encantadoras                   | Maria da Penha Fragoso Barbosa                                     |
| 2013      | O Dentista Mascarado           | Sheila (Shaly)                                                     |
| 2014      | Hombre nuevo                   | Verônica Monteiro                                                  |
| 2015–2017 | Mister Brau                    | Michele Brau                                                       |
| 2016      | Tá no Ar: a TV na TV           | Helena Toledo Ribeiro                                              |
| 2016      | Globo de Ouro Palco VIVA Samba | Presentadora                                                       |
| 2017      | Rock Story                     | Michele Brau                                                       |
| 2017      | Saia Justa                     | Presentadora                                                       |
| 2018–19   | Popstar                        | Condutora                                                          |
| 2019      | Aruanas                        | Verônica Muniz                                                     |
| 2019      | Amor de Mãe                    | Vitória Amorim                                                     |
| 2025      | Vale Tudo                      | Raquel Accioli                                                     |

### Cine
| Año  | Título                           | Personaje                              |
| ---- | -------------------------------- | -------------------------------------- |
| 1998 | Caminho dos Sonhos               | Ana Cavalcante                         |
| 1998 | Drama Urbano                     |                                        |
| 2003 | Garrincha - Estrela Solitária    | Elza da Conceição Soares (Elza Soares) |
| 2005 | As Filhas do Vento               | Cida                                   |
| 2006 | O Maior Amor do Mundo            | Luciana                                |
| 2006 | Nzinga                           | Nzinga                                 |
| 2008 | A Guerra dos Rocha               | Carol                                  |
| 2014 | Pixinguinha - Um Homem Carinhoso | Esposa de Pixinguinha                  |
| 2016 | O Roubo da Taça                  | Dolores                                |

## Premios y nominaciones
| Año  | Categoría                         | Festival                                | Trabajo                       | Resultado |
| ---- | --------------------------------- | --------------------------------------- | ----------------------------- | --------- |
| 1997 | Actriz revelación                 | Trofeo Imprensa                         | Xica da Silva                 | Ganadora  |
| 1999 | Mejor actriz                      | Festival de Cine Brasileño de Miami     | Caminho dos Sonhos            | Ganadora  |
| 2004 | Mejor atriz                       | Festival de Cine Brasileño de Miami     | Garrincha - Estrela Solitária | Ganadora  |
| 2004 | Mejor actriz de reparto           | Festival de Gramado                     | Filhas do Vento               | Ganadora  |
| 2005 | Mejor actriz                      | Premio Contigo                          | El color del pecado           | Nominada  |
| 2005 | Mejor pareja romántica            | Premio Contigo                          | El color del pecado           | Ganadora  |
| 2006 | Mejor pareja romántica            | Premio Contigo                          | Cobras & Lagartos             | Nominada  |
| 2006 | Mejor actriz                      | Mejores del Año "Isto é Gente"          | Cobras & Lagartos             | Ganadora  |
| 2006 | Mejor Actriz                      | Mejores del Año - Revista "Minha Novela | Cobras & Lagartos             | Ganadora  |
| 2006 | Mejor actriz                      | Premio Contigo                          | Cobras & Lagartos             | Nominada  |
| 2006 | Mejor actriz                      | Domingão do Faustão                     | Cobras & Lagartos             | Ganadora  |
| 2012 | Mejor actriz                      | Premio Extra de Televisión              | Cheias de Charme              | Nominada  |
| 2013 | Mejor actriz                      | Premio Contigo                          | Cheias de Charme              | Nominada  |
| 2014 | Mejor actriz                      | Prêmio Quem de Televisão                | Geração Brasil                | Nominada  |
| 2015 | Mejor actriz                      | Prêmio Quem de Televisão                | Mister Brau                   | Nominada  |
| 2015 | Mejor actriz de serie o miniserie | Melhores do Ano                         | Mister Brau                   | Nominada  |
| 2015 | Actriz del año                    | Prêmio F5                               | Mister Brau                   | Nominada  |
| 2016 | Mejor actriz                      | Prêmio Shell                            | O Topo da Montanha            | Nominada  |
| 2016 | Mejor actriz                      | Prêmio Cenym de Teatro                  | O Topo da Montanha            | Nominada  |
| 2016 | Mejor actriz dramática            | Prêmio Qualidade Brasil de Teatro       | O Topo da Montanha            | Nominada  |
| 2016 | Mejor actriz de serie o miniserie | Melhores do Ano                         | Mister Brau                   | Nominada  |
| 2016 | Mujer de año                      | Persona del año                         | Conjunto da Obra              | Ganadora  |
| 2017 | Mejor actriz                      | Troféu Internet                         | Mister Brau                   | Nominada  |